# Форд Ескорт
„Форд Ескорт“ (Ford Escort) е модел средни автомобили (малки семейни, сегмент C) на американската компания „Форд“, произвеждан в шест последователни поколения от 1968 до 2000 година.
Наследил модела „Форд Англия“, „Ескорт“ става един от най-успешните модели на „Форд“ за всички времена. През 1983 – 1993 година седан вариантът на „Ескорт“ се продава като самостоятелен модел – „Форд Орион“. Заменен е от влезлия в производство през 1998 година „Форд Фокус“.

## Форд Ескорт I (1968 – 1975)
Първото поколение на модела официално дебютира през януари 1968 година на моторното шоу в Брюксел(Brussels Motor Show). Той измества своя предшественик Форд Англия(Ford Anglia), който също се слави със своя успех. В края на 1967 година започва производството му в Хейлуд, Великобритания, и през септември 1968 година в Генк, Белгия, където се прави с ляв волан.

## Форд Ескорт II (1975 – 1980)
Второто поколение се произвежда от януари 1975 до август 1980 година. То преминава през козметичен фейслифт през 1978 година. За разлика от първия Ескорт, производството на втората генерация бива разделено между заводите в Англия и в Германия.

## Форд Ескорт III (1980 – 1986)
През септември 1980 година дебютира третото поколение на модела „Ескорт“. То е изцяло ново и се различава коренно от първите две поколения. Вътрешното кодово име на модела в компанията „Форд“ е „Ерика“. Това е първият „Ескорт“ с предно задвижване. Автомобилът бързо печели огромна популярност и става европейски автомобил на годината за 1981 година. Това поколение е известно с красивия си външен вид. Отличителен белег са релефните задни светлини и стопове, както и голямата радиаторна решетка, които го отличават от четвъртото поколение. Някои варианти се предлагат с такива екстри като централно заключване, шибидах и електрически стъкла. Въпреки това, серво на волана липсва при всички варианти на модела.
Появява се и спортна версия – XR3 Първоначално моделът се предлага като хечбек и комби (с 3 врати), но през 1983 година се появяват версиите комби с 5 врати, пикап, кабриолет и седан, продаван като самостоятелен модел – „Форд Орион“. „Ескорт“ се превръща в най-продавания автомобил във Великобритания.

## Форд Ескорт IV (1986 – 1990)
Четвъртото поколение на модела всъщност представлява фейслифт на третото и се появява на пазара през февруари 1986 година. Вътрешното кодово име на модела в компанията „Форд“ е „Erika–86“. Разликите с 3-тата генерация са предимно козметични – нова предна маска (нови фарове, мигачи, решетка и капак на багажника), задните светлини стават гладки. Моделът се произвежда в Латинска Америка чак до 1995 година.

## Форд Ескорт V (1990 – 1995)
Петото по ред поколение на „Ескорт“ дебютира през 1990 година. Малък фейслифт през 1993 променя предния капак, решетката става овална при всички варианти, а задните светлини при варианта хечбек също са променени. Често тези автомобили, произвеждани от 1993 до 1995 година са смятани за генерация Vb.

### Двигатели
- 1.3 L (1297 см3) HCS - 60 к.с.(44 kW)
- 1.4 L CFi (1392 см3) CVH - 71 к.с.(52 kW)
- 1.4 L EFi (1392 см3) CVH - 75 к.с.(55 kW)
- 1.6 L G/H (1597 см3) CVH - 90 к.с. (66 kW)
- 1.6 L EFi (1597 см3) CVH - 105 к.с. (77 kW)
- 1.6 L EFi (1598 см3) Zetec - 90 к.с. (66 kW)
- 1.8 L EFi (1796 см3) Zetec - 105 к.с. (77 kW)
- 1.8 L EFi (1796 см3) Zetec - 115 к.с. (85 kW)
- 1.8 L EFi (1796 см3) Zetec - 130 к.с. (96 kW)
- 1.8 L D (1753 см3) Endura D - 60 к.с. (44 kW)
- 1.8 L TD (1753 см3) Endura D - 70 к.с. (51 kW)
- 1.8 L TD (1753 см3) Endura D - 75 к.с. (55 kW)
- 1.8 L TD (1753 см3) Endura D - 90 к.с. (66 kW)
- 2.0 L EFi (1998 см3) - 150 к.с. (110 kW)
- 2.0 L (1993 см3) Cosworth YBT - 227 к.с. (167 kW)
- 1.8 L (1781 см3) VW AP - 96 к.с. (71 kW)
- 2.0 L (1984 см3) VW AP - 116 к.с. (85 kW)

## Форд Ескорт VI (1995 – 2000)
През 1995 година моделът е подложен на по-сериозна ревизия – шесто поколение. Предната част придобива овални форми. Напълно нови са броните, както и интериора, но въпреки това интересът към тази генерация е по-слаб отколкото към поколенията V и Vb. Поради силно намалелите продажби, шестата генерация е последна за модела, като той е наследен от появилия се през 1998 година изцяло нов „Форд Фокус“. Въпреки това, в продължение на две години „Фокус“ и „Ескорт“ се произвеждат успоредно. През 2000 година се преустановява производството на модела. Това слага край на името „Ескорт“ след дългогодишната му история.